# 味美古墳群

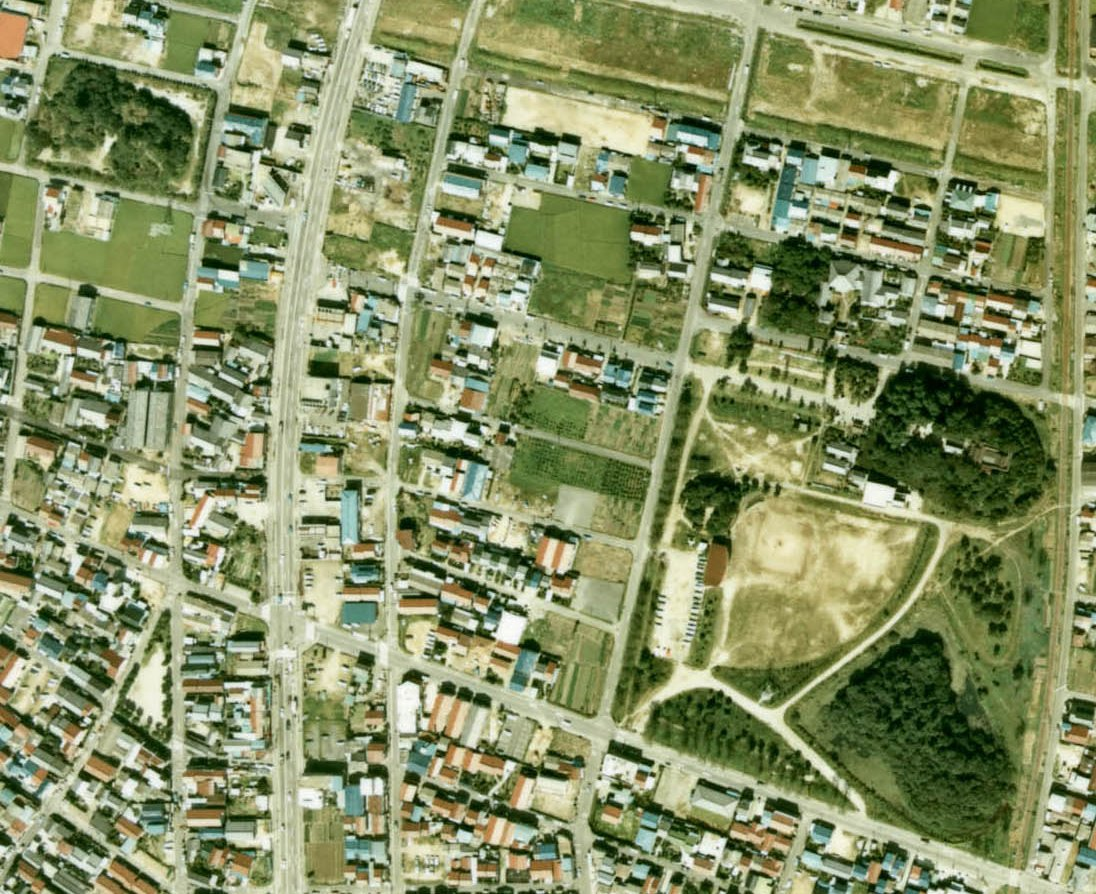
写真右下に味美二子山古墳、その右側中央に味美白山神社古墳。神社の左手にある小規模な円墳が御旅所古墳。写真左上には味美春日山古墳が見える。1977年（昭和52年）の

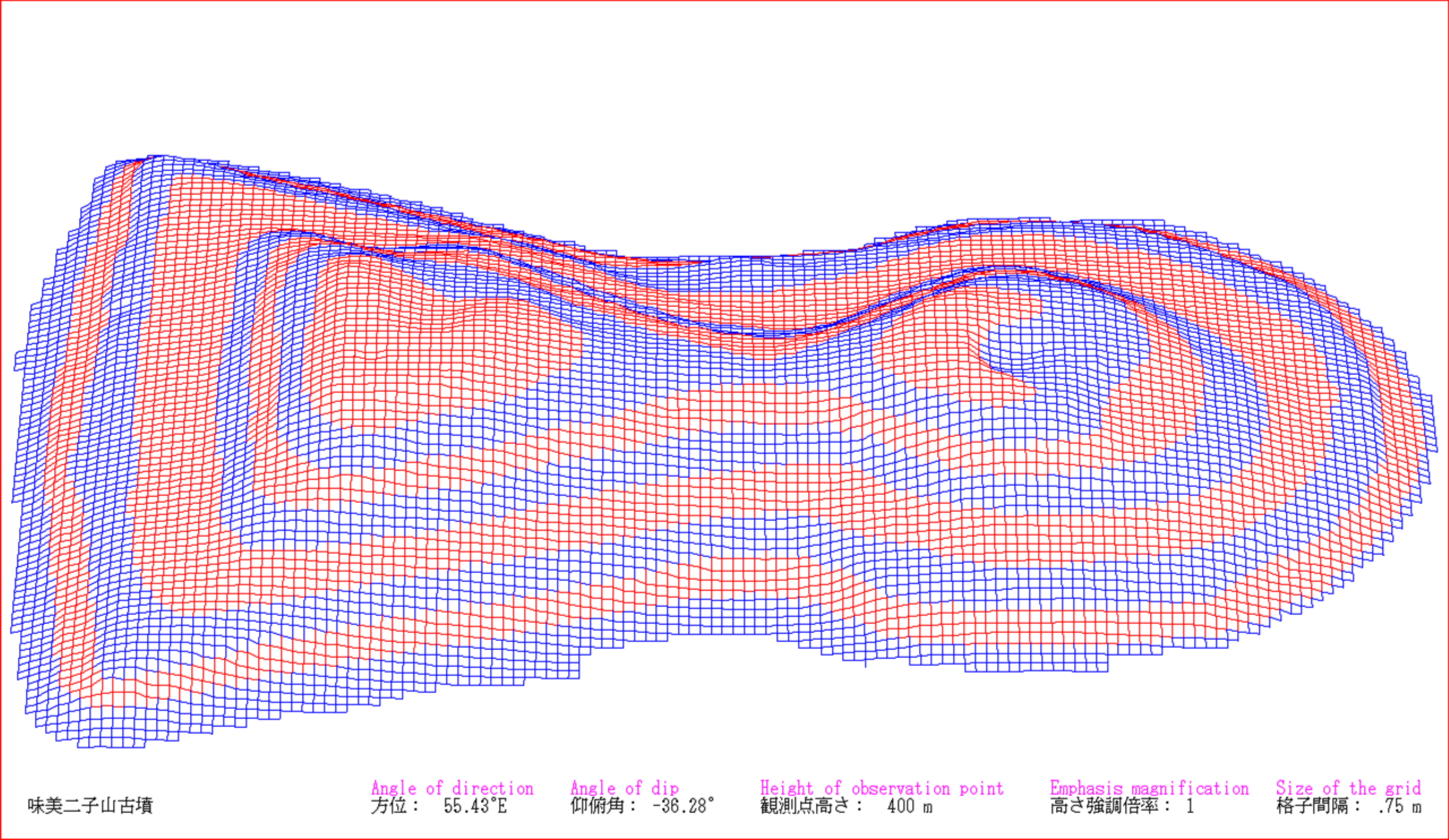
3DCGで描画した味美二子山古墳

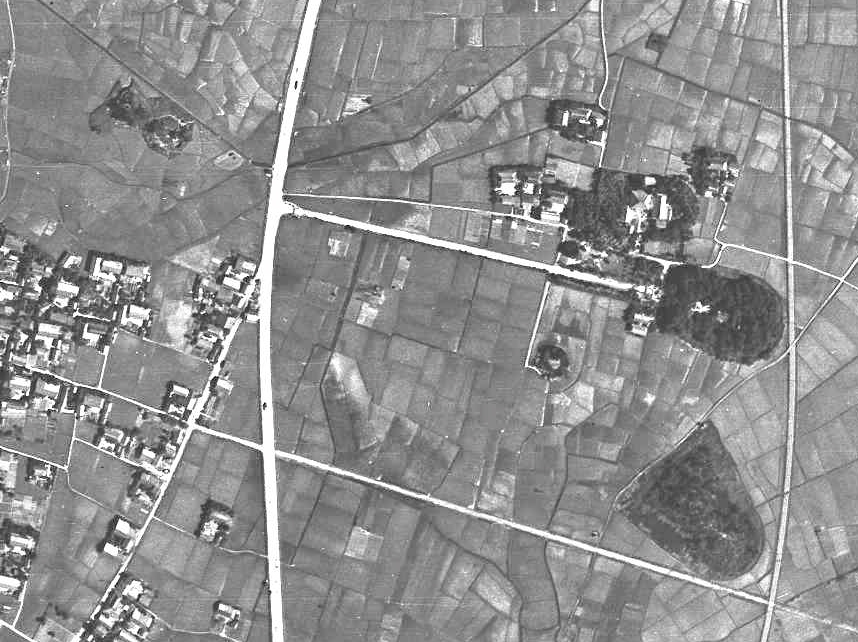
1949年（昭和24年）当時の味美古墳群。

味美古墳群（あじよしこふんぐん）は愛知県春日井市にある複数の古墳の総称。

## 概要
狭義では、春日井市二子町の二子山公園内にある味美二子山古墳、公園に隣接する白山神社の社殿が建つ味美白山神社古墳とそのすぐ西側にある御旅所古墳、神社から見て県道102号を挟んだ西側に位置する味美春日山古墳からなる。かつてはドンドン塚と呼ばれた前方後円墳や6基の円墳もあったが、先の4基以外は開発によって滅失した。また、広義では名古屋市北区の味鋺地区に存在した味鋺古墳群を含めることがある。
当古墳群では7基前後の前方後円墳が150年ほどの間に継続的に造営されてきた。このように首長墳が集中し、系譜的にたどれるのは愛知県内ではここのみである。中でも味美二子山古墳は継体天皇の真陵とされる今城塚古墳（大阪府高槻市）や断夫山古墳（名古屋市熱田区）と共通する墳丘規格が発見されている。
味美二子山古墳から発掘された埴輪から味美古墳群の埴輪は近くを流れる八田川の上流にある下原古窯跡群（春日井市）で生産されたと推定されている。須恵器製作技法を用いて大量生産され、このことから須恵器工人が製作に携わっていたことが推測される。

## 歴史
5世紀初めに庄内川右岸に近い味鋺地区に白山藪古墳が築かれた。その後、味鋺大塚古墳、味鋺長塚古墳が同じく味鋺地区に築かれた。味美地区では白山神社古墳、味美二子山古墳、味美春日山古墳などが築かれた。また、味美地区では御旅所古墳、ドンドン塚古墳といった円墳が築かれた。前方後円墳のうち、最も遅くに築かれたのは味美春日山古墳であり、6世紀中頃のものであると推定される。

## 「味鋺古墳群」との関わり
現存する味美古墳群の南方（名古屋市北区味鋺）の味鋺神社周辺には味鋺古墳群（あじまこふんぐん）とも呼ばれた古墳群があった。周辺は「百塚」と呼ばれるほど古塚が多かったが、開墾が進んだため1935年（昭和10年）の小栗鐵次郎『愛知県史跡名勝天然記念物調査報告・第十三』に記録されているものは23基（墳丘残存は5基）とその数を急速に減じ、1950年（昭和25年）9月に南山大学人類学研究所によって発掘された白山薮古墳以外は調査されることもないまま全て滅失した。
味美古墳群を造った集団の一支群によるもの、あるいは白山薮に始まる集団が北に勢力を伸ばした結果造られたのが味美古墳群とする説があり、現在では味美古墳群に含めることが多い。

### 味鋺の滅失古墳
地籍図や地形図などを含めた資料から、『味美二子山古墳の時代』では以下の5基が明確な古墳と見なせるとしている。
- 白山薮古墳 - 前方後円墳、墳長48メートル
- 味鋺大塚古墳 - 前方後円墳、墳長100メートル余（推定）
- 味鋺長塚古墳 - 前方後円墳、墳長70メートル余（推定）
- 岩屋堂古墳 - 円墳、墳径25メートル
- 伊勢山古墳 - 円墳、墳径不明

また、その他に無名塚を含めた24基の塚が古墳であった可能性があるとしている。

## 古墳の位置
地籍図などにより、以下の古墳の所在地が特定されている。また、調査がなされないまま失われたものが多数あると言われている。
| 名前           | 形状       | 全長（m）     | 備考       |
| -------------- | ---------- | ------------- | ---------- |
| 味美二子山古墳 | 前方後円墳 | 95            |            |
| 白山神社古墳   | 前方後円墳 | 86            |            |
| 御旅所古墳     | 円墳       | 31            |            |
| 味美春日山古墳 | 前方後円墳 | 74            |            |
| ドンドン塚古墳 | 前方後円墳 |               |            |
| 南亥起古墳     |            |               |            |
| 味鋺長塚古墳   | 前方後円墳 | 100余（推定） |            |
| 味鋺大塚古墳   | 前方後円墳 | 70余（推定）  |            |
| 白山藪古墳     | 前方後円墳 | 48            |            |
| 岩屋堂古墳     | 円墳       | 25            | 所在地不明 |
| 伊勢山古墳     | 円墳       |               | 所在地不明 |